# Štefan Hadalin
Štefan Hadalin (* 6. Juni 1995 in Vrhnika) ist ein ehemaliger slowenischer Skirennläufer. Er startete vor allem in den Disziplinen Slalom und Riesenslalom sowie in der Kombination. Bei den Weltmeisterschaften 2019 in Åre gewann der zweifache Juniorenweltmeister die Silbermedaille in der Kombination.

## Biografie
Štefan Hadalin stammt aus der Kleinstadt Vrhnika und startet für den in Ajdovščina beheimateten ASA - Sport klub Dol.
Im Januar 2012 nahm Hadalin an den Olympischen Jugend-Winterspielen teil, wo er einen fünften Platz im Slalom und einen siebenten Platz in der Super-Kombination belegte. Ein Jahr später gewann er beim Europäischen Olympischen Winter-Jugendfestival in Brașov die Goldmedaille im Slalom. Danach startete er hauptsächlich in FIS-Rennen sowie im Europacup und nahm an den Juniorenweltmeisterschaften 2014 in Jasná teil, die er jedoch ohne Erfolgserlebnis beendete. Bei den folgenden Juniorenweltmeisterschaften in Hafjell errang er sowohl im Super-G als auch in der Kombination die Silbermedaille. 2016 konnte er diese Erfolge sogar noch toppen, indem er in der Kombination und mit der Mannschaft Juniorenweltmeister wurde. Wenige Wochen später kürte er sich in Slalom und Kombination zum zweifachen Slowenischen Staatsmeister.
Sein Weltcup-Debüt gab Hadalin am 8. März 2014 im Riesenslalom von Kranjska Gora. Nachdem er bereits zweimal knapp an den Punkterängen vorbeigeschrammt war, klassierte er sich im Januar 2016 als 26. im Slalom von Wengen erstmals unter den Top 30, gewann aber aufgrund eines zu großen Zeitrückstands keine Weltcuppunkte. Das gelang ihm im Dezember desselben Jahres als 23. in der Kombination von Santa Caterina. Weitere Topresultate erzielte er mit den Rängen 20 und 15 in den Slaloms von Adelboden und Wengen. Bei den Weltmeisterschaften in St. Moritz startete er in vier Bewerben. Im Slalom erzielte er im zweiten Durchgang Laufbestzeit und belegte einen starken zehnten Rang.
Mit zwei 16. Plätzen reiste Hadalin zu den Olympischen Winterspielen nach Pyeongchang, wo er vier Starts verzeichnete. Nachdem er in der Kombination mit Rang acht sein vorläufig bestes Resultat bei einem Großereignis erzielt hatte, belegte er im Riesenslalom Platz 21 und schied im Slalom im ersten Lauf aus. Mit der slowenischen Mannschaft belegte er den geteilten neunten Rang. Im Dezember 2018 gelang ihm im Slalom von Saalbach mit Laufbestzweit im zweiten Durchgang ein Sprung auf Rang acht und damit sein erstes Top-10-Resultat im Weltcup. Bei den Weltmeisterschaften in Åre gelang ihm nach Abfahrtsrang 30 mit Laufbestzeit im Slalom noch der Gewinn der Silbermedaille. Damit sorgte er für die erste Herrenmedaille eines Slowenen seit Mitja Kunc im Slalom 2001. Wenige Tage später fuhr er in der Kombination von Bansko erstmals auf ein Weltcup-Podest.
Im Januar 2022 brach Hadalin die Saison vorzeitig ab und verzichtete auch auf die Olympischen Winterspiele. Er gab an, dies geschehe aus persönlichen Gründen. Am 2. Februar 2024 verkündete Hadalin in den sozialen Medien aus gesundheitlichen Gründen sein sofortiges Karriereende als Skirennläufer.

## Erfolge

### Olympische Spiele
- Pyeongchang 2018: 8. Kombination, 9. Mannschaftswettbewerb, 21. Riesenslalom

### Weltmeisterschaften
- St. Moritz 2017: 9. Mannschaftswettbewerb, 10. Slalom, 28. Riesenslalom, 28. Kombination
- Åre 2019: 2. Kombination, 22. Riesenslalom
- Cortina d’Ampezzo 2021: 7. Slalom, 16. Riesenslalom
- Courchevel/Méribel: 32. Parallelrennen

### Weltcup
- 7 Platzierungen unter den besten zehn, davon 1 Podestplatz

### Weltcupwertungen
| Saison  | Gesamt | Gesamt | Riesenslalom | Riesenslalom | Slalom | Slalom | Kombination | Kombination | Parallel | Parallel |
| Saison  | Platz  | Punkte | Platz        | Punkte       | Platz  | Punkte | Platz       | Punkte      | Platz    | Punkte   |
| ------- | ------ | ------ | ------------ | ------------ | ------ | ------ | ----------- | ----------- | -------- | -------- |
| 2016/17 | 93.    | 56     | –            | –            | 35.    | 46     | 34.         | 10          | –        | –        |
| 2017/18 | 79.    | 58     | 40.          | 23           | 33.    | 35     | –           | –           | –        | –        |
| 2018/19 | 45.    | 194    | –            | –            | 19.    | 121    | 7.          | 73          | –        | –        |
| 2019/20 | 54.    | 152    | 44.          | 6            | 20.    | 110    | 25.         | 25          | 33.      | 11       |
| 2020/21 | 40.    | 209    | 29.          | 56           | 22.    | 139    | –           | –           | 17.      | 14       |
| 2021/22 | 98.    | 44     | 45.          | 12           | –      | –      | –           | –           | 8.       | 32       |
| 2022/23 | 84.    | 65     | 33.          | 43           | 43.    | 22     | –           | –           | -        | -        |

### Europacup
- 2015/16: 8. Kombinationswertung
- 2 Platzierungen unter den besten zehn

### Juniorenweltmeisterschaften
- Jasná 2014: 12. Abfahrt, 12. Super-Kombination, 19. Super-G, 30. Riesenslalom
- Hafjell 2015: 2. Super-G, 2. Alpine Kombination, 8. Slalom, 13. Riesenslalom, 34. Abfahrt
- Sotschi 2016: 1. Alpine Kombination, 1. Mannschaftsbewerb, 5. Abfahrt, 6. Riesenslalom, 9. Super-G

### Weitere Erfolge
- 7 slowenische Meistertitel (Riesenslalom 2019, Slalom 2016–2019, Kombination 2016 und 2018)
- Goldmedaille beim EYOF 2013 im Slalom
- Slowenischer Jugendmeister in Super-G 2013 und Slalom 2016
- 2 Siege im South American Cup
- 1 Sieg im Far East Cup
- 15 Siege in FIS-Rennen